# Stenopsyche complanata
Stenopsyche complanata is een schietmot uit de familie Stenopsychidae. De soort komt voor in het Oriëntaals gebied.